# Aït Naoual Mezada
Ait Naoual Mezada là một đô thị thuộc tỉnh Sétif, Algérie. Dân số thời điểm năm 2002 là 6.562 người.